# Рене Вергеєн
Рене Вергеєн (нід. René Verheyen, нар. 20 березня 1952, Беерсе) — бельгійський футболіст, що грав на позиції захисника. По завершенні ігрової кар'єри — футбольний тренер. Виступав, зокрема, за клуби «Локерен» та «Брюгге», а також національну збірну Бельгії.

## Клубна кар'єра
Народився 20 березня 1952 року в місті Беерсе. Вихованець футбольної школи клубу «Тюрнгаут». Дорослу футбольну кар'єру розпочав 1973 року в основній команді того ж клубу, в якій провів один сезон, не зігравши при цьому жодного матчу.
Проте привернув увагу представників тренерського штабу клубу «Локерен», до складу якого приєднався 1974 року. Відіграв за команду з Локерена наступні дев'ять сезонів своєї ігрової кар'єри. Більшість часу, проведеного у складі «Локерена», був основним гравцем захисту команди.
1983 року уклав контракт з клубом «Брюгге», у складі якого провів наступні чотири роки своєї кар'єри гравця. Граючи у складі «Брюгге» також здебільшого виходив на поле в основному складі команди.
Завершив професійну ігрову кар'єру у клубі «Гент», за команду якого виступав протягом 1987—1988 років.

## Виступи за збірну
1976 року дебютував в офіційних матчах у складі національної збірної Бельгії. Протягом кар'єри у національній команді, яка тривала 9 років, провів у формі головної команди країни 24 матчі, забивши 3 голи.
У складі збірної був учасником чемпіонату Європи 1980 року в Італії, де разом з командою здобув «срібло», чемпіонату світу 1982 року в Іспанії і чемпіонату Європи 1984 року у Франції.

## Кар'єра тренера
Розпочав тренерську кар'єру невдовзі по завершенні кар'єри гравця, 1989 року, очоливши тренерський штаб клубу «Варегем».
В подальшому входив до тренерського штабу клубу «Брюгге».
Наразі останнім місцем тренерської роботи був клуб «Дейнзе», команду якого Рене Вергеєн очолював як головний тренер до 2010 року.

## Титули і досягнення
- Віце-чемпіон Європи: 1980
- Володар Кубка Бельгії: 1985/86
- Володар Суперкубка Бельгії: 1986